# Rujga (stacja kolejowa)
Rujga (ros. Руйга) – stacja kolejowa w miejscowości Rujga, w rejonie biełomorskim, w Karelii, w Rosji. Położona jest na linii Biełomorsk – Obozierskij.